# Fourneaux, Savoie
Fourneaux là một xã thuộc tỉnh Savoie trong vùng Rhône-Alpes ở đông nam nước Pháp. Xã này nằm ở khu vực có độ cao từ 1051-2800 mét trên mực nước biển.